# Emílio Peixe
Emílio Manuel Delgado Peixe, más conocido como Emílio Peixe es un exfutbolista y entrenador portugués. Actualmente entrena a la Selección de fútbol sub-18 de Portugal.

## Carrera

### Como jugador
Peixe se formó en la cantera del GD Os Nazarenos desde donde pasó a formar parte de las divisiones inferiores del Sporting CP donde a inicios de 1991 pasa a formar parte del primer equipo con el que ganaría la Taça de Portugal en 1995.
En la temporada 1995/96 ficha por el Sevilla FC avalado por el entrenador del club hispalense, Toni Oliveira. Sin embargo fue transferido de nuevo al Sporting CP en el mercado de invierno. Acabó jugando cinco partidos de los que fue expulsado en dos.
Una temporada después de su retorno al club lisboeta fichó por cinco temporadas conn el FC Porto aunque en el 2002 pone rumbo al Benfica, después de que haber sido cedido en el mercado de invierno de la Temporada 2001/02 al FC Alverca.
Se retiró en junio de 2004 después de pasar 1 temporada SL Benfica y otra cedido club de las Águias en el UD Leiria.
A nivel internacional, Peixe jugó doce partidos con la selección absoluta, todos cuando contaba con entre 18 y 20 años. Con la Portugal olímpica acabó en cuarta posición en los Juegos Olímpicos de Verano de 1996 y fue esencial para ayudar a los portugueses a ganar el Mundial Sub-20 celebrado en su país en los cuales también recibió el Balón de Oro.

### Como entrenador
Peixe ha dirigido a los diferentes escalafones de selección de Portugal desde 2011.

## Palmarés

### Como jugador
Sporting CP
- Taça de Portugal: 1994/95
- Supertaça Cândido de Oliveira: 1995

FC Porto
- Primeira Liga: 1997/98, 1998/99
- Taça de Portugal: 1999/00, 2000/01
- Supertaça Cândido de Oliveira: 1999

Portugal
- Copa Mundial de Fútbol Sub-20: 1991
- Campeonato de Europa Sub-16 de la UEFA: 1989
- Bronce en Copa Mundial de Fútbol Sub-16: 1989
- Plata en Campeonato Europeo de la UEFA Sub-18: 1990

Distinciones individuales
- Balón de oro de la Copa Mundial de Fútbol Sub-20 de 1991